# Printemps (Warenhäuser)

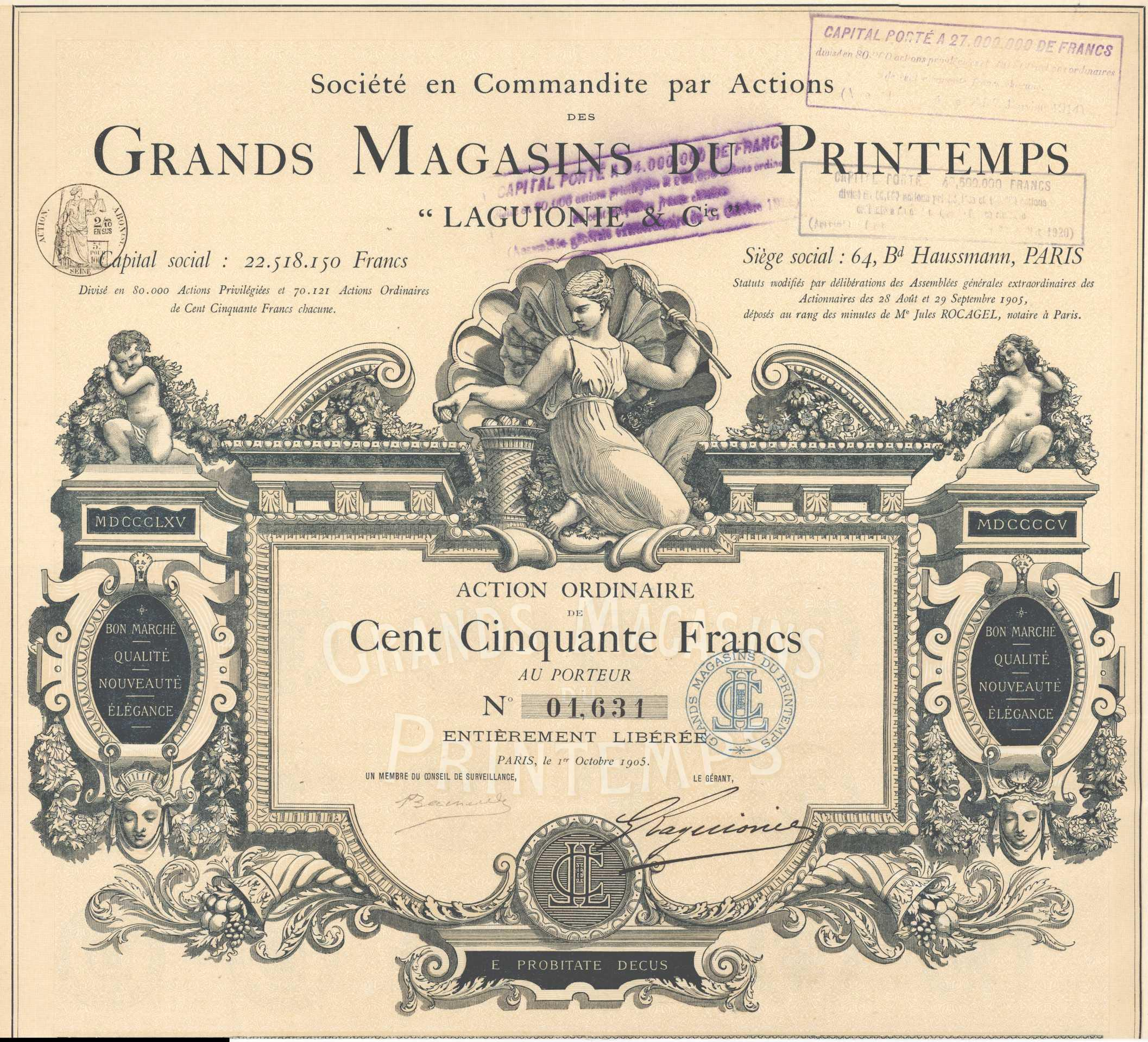
Aktie der Grands Magasins du Printemps vom 1. Oktober 1905

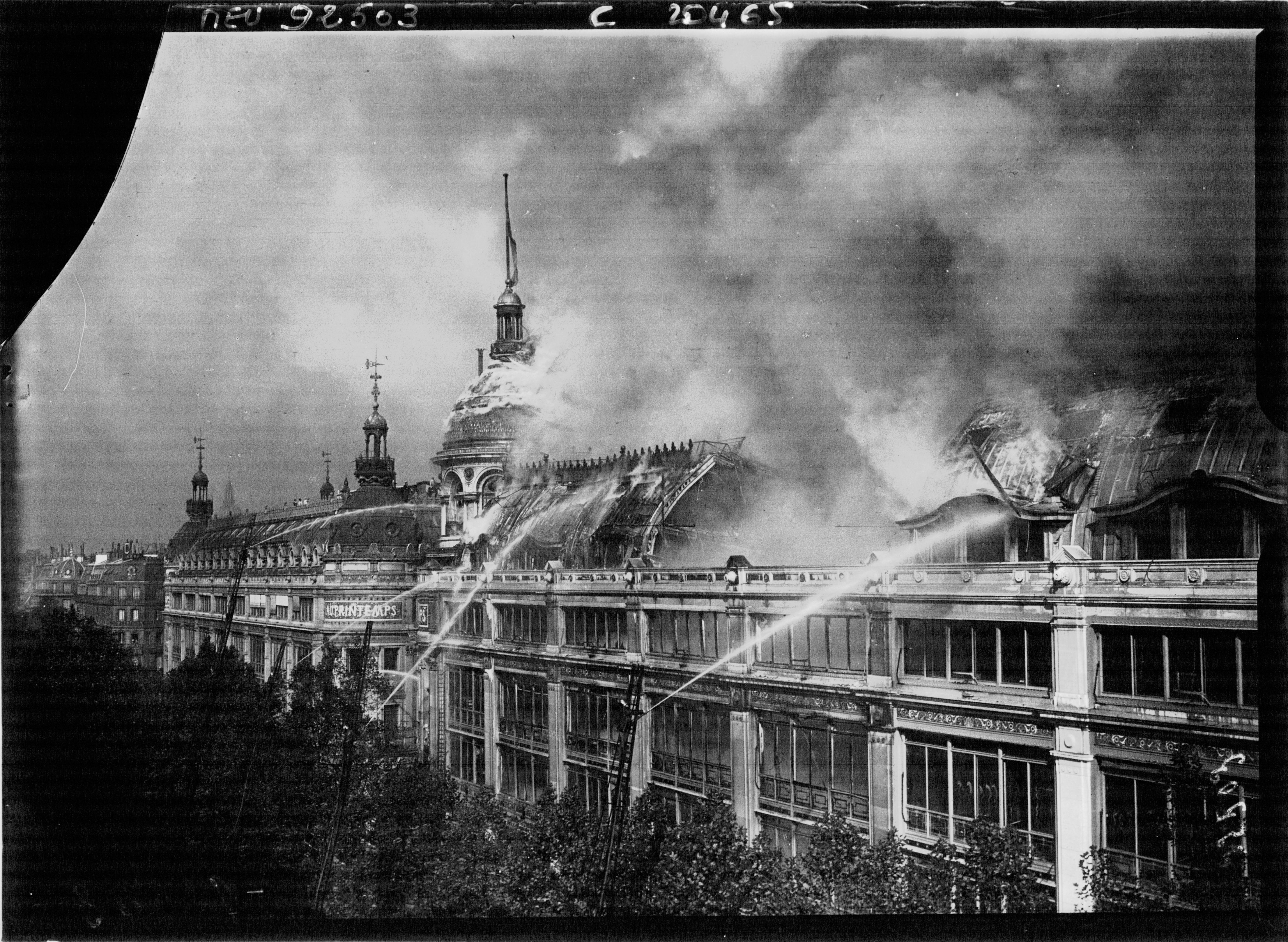
Ein Bild vom Brand am 28. September 1921

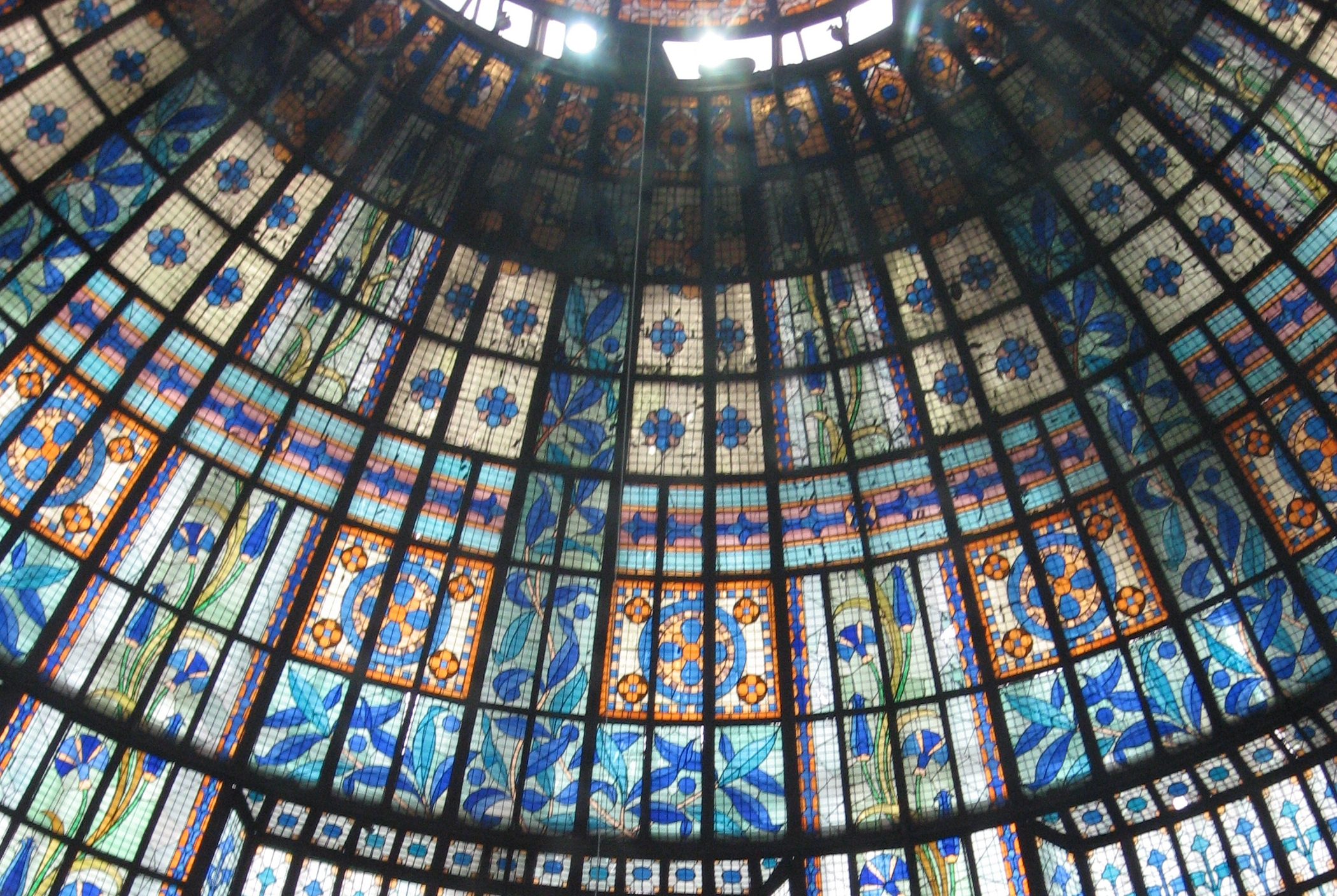
Glaskuppel

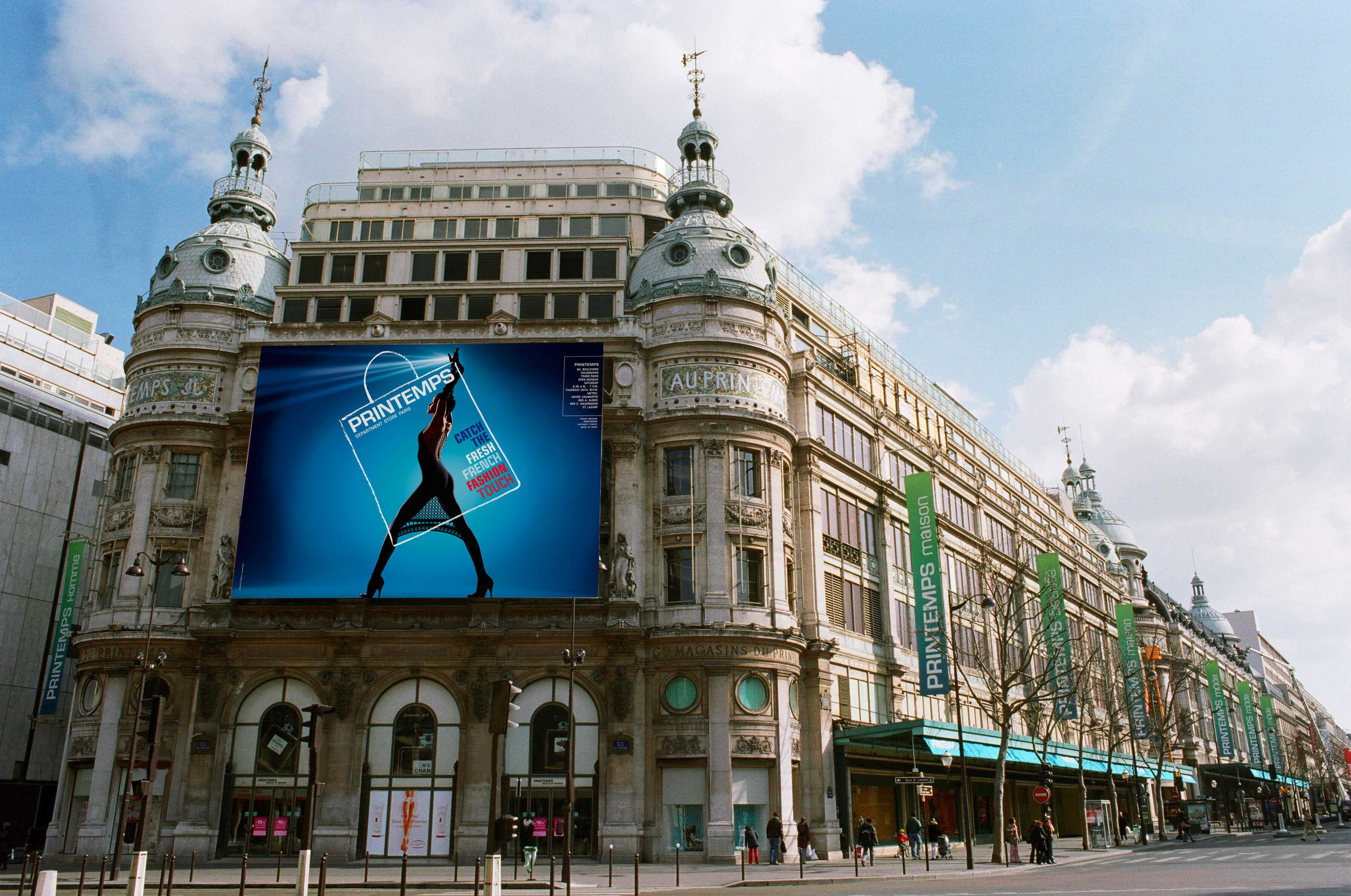
Fassade des Kaufhauses, 2007

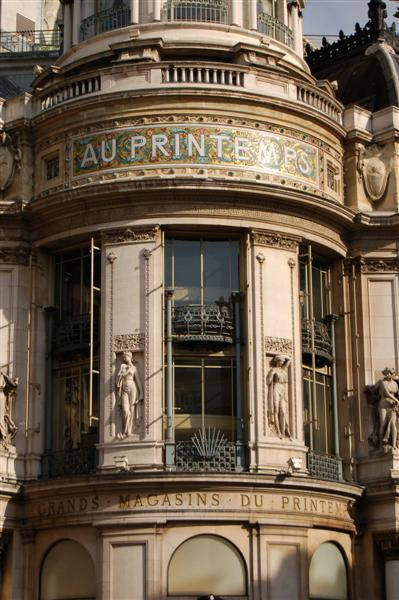
Eckrisalit

Printemps (französisch Frühling) [pʁɛ̃tɑ̃] ist eine Warenhauskette, deren wichtigste Filiale sich am Boulevard Haussmann im 9. Arrondissement der französischen Hauptstadt Paris befindet.

## Hintergrund
Die Grands Magasins du Printemps wurden am 11. Mai 1865 von Jules Jaluzot und Jean Alfred Duclos in einem von Paul Sédille erbauten Gebäude am Boulevard Haussmann Nr. 64 mit 2.885 m² Verkaufsfläche eröffnet. Jaluzot nahm dabei Georges-Eugène Haussmanns Bauplanung der Straße vorweg, die erst im Januar 1927 komplett fertiggestellt wurde. Zwei große Feuer zerstörten das Warenhaus am 9. März 1881 und 28. September 1921 und sorgten für einen spektakulären Neuaufbau. In der Folge des ersten Feuers wurde das Großwarenhaus zu einem Pionier der elektrischen Beleuchtung. Denn im Februar 1883 konnte der zweite Bau des Kaufhauses mit elektrischem Licht eröffnen. Im November 1887 schloss das Kaufhaus einen Vertrag mit Gustave Eiffel über die Lieferung von Eisenschrott aus dem Bau des Eiffelturms, um hieraus Souvenirs herzustellen.
Besonders bekannt ist das Haus für seine 1923 nach dem zweiten Feuer errichtete Jugendstil-Glaskuppel mit Glasmalereien. Unter der Kuppel befindet sich ein Café („Café Flo“). Seit 1975 sind Fassade und Kuppel ein eingetragenes historisches Monument. Im November 2009 erhielt das Kaufhaus eine neue Fassade unter Berücksichtigung der denkmalgeschützten Teile.
Das Warenhaus hat in ganz Frankreich mehrere Filialen, ebenso in Andorra, in der Tokyoer Ginza, in Dschidda und in Seoul. Die einzige Niederlassung in Nordamerika, die 1987 in Denver eröffnet wurde, ist mittlerweile wieder geschlossen.
In der Nähe, am Boulevard Haussmann Nr. 40, liegt das zweite berühmte Pariser Kaufhaus Galeries Lafayette.

## Eigentümer
Die Pinault-Gruppe (PPR-Gruppe) erwarb das Kaufhaus im Dezember 1992 von der Schweizer Maus Frères Holding.
Im Juni 2006 erwarb ein Konsortium von der Borletti-Gruppe (dem die italienische Kaufhauskette La Rinascente gehörte) mit dem der Deutschen Bank zugehörigen Investor RREEF das Kaufhaus. Im April 2013 gaben die Borletti-Gruppe und RREEF den Verkauf von Printemps bekannt; Käufer ist ein Investorenkonsortium aus Katar. Der Kaufpreis beträgt inklusive Schulden 1,6 Milliarden Euro.